# バビブベボブボブ!!さっぷくん
『バビブベボブボブ!!さっぷくん』は、重岡秀満による漫画作品。『月刊コロコロコミック』誌上（小学館）において2003年7月号から2006年4月号まで連載されていた。単行本は全3巻。

## 概要
ある小学校に転校してきたさっぷくんがアキラくんやクラスメートを巻き込んで暴れるギャグ漫画。後期はサップ王国復活を目的とするボス・サップと毎回戦う内容（ほとんど一話完結）となり、芸能人や当時話題となっていた有名人のパロディネタが多かった。

## 登場人物
さっぷくん（ボブ・サップ）
主人公。転校生。常にトラブルを起こす。怒ると体が大きくなり、謝ると元に戻るが、謝りすぎると小さくなる。後期は急成長し重岡先生より大きくなった。
早乙女アキラくん
クラスの委員長。さっぷくんの友達。ツッコミ役を務めており、さっぷくんに対しては時に宥め、時に突き放すといった臨機応変な対応を取る。
あけぼのくん（曙太郎）
さっぷくんの友達。
ぼぶママ
さっぷくんのママ。2回だけ登場した。他の家族については不明。
ボス・サップ
過去に滅んだサップ王国復活のため、さっぷくんを部下にしようとしている少年。多数の部下や兵器を所有しているが上手く使用できず、さっぷくんに負ける事が多い。最終回では地球征服を狙う宇宙人（最終回時点での『笑っていいとも!』全曜日レギュラー風の宇宙人達とタモリ風の宇宙人）にやられた為、さっぷくんに協力した。初登場時はチビだと気づかれないように鎧をつけ、馬に乗っていた。
重岡先生
作者。ツッコミ役としてたまに登場。

## コミックス
1. 2004年9月28日発売 ISBN 4091432514
2. 2005年6月24日発売 ISBN 4091432522
3. 2006年4月27日発売 ISBN 4091401457